# Good Old Boys
Az 1974-es Good Old Boys Randy Newman ötödik nagylemeze. Ez volt Newman első albuma, amely nagyobb kereskedelmi sikert ért el (a Billboard 200 listán a 36. helyig jutott). Az album anyagát először 1974. október 5-én adta elő Atlantában.
Eredetileg koncepcióalbumnak készült, 1973. február 1-jén 13 dal került rögzítésre, melyek Johnny Cutler déli átlagemberről szóltak. Ezeket a számokat később a 2002-es kiadásban jelentették meg bónuszlemezként Johnny Cutler's Birthday címen. Newman azonban inkább általánosságban akart beszélni a déliekről, mintsem egy konkrét személyről. A dalok tabutémákkal foglalkoznak, ilyen a rabszolgaság, a rasszizmus.
A Good Old Boys szerepel az 1001 lemez, amit hallanod kell, mielőtt meghalsz című könyvben.

## Az album dalai
|     | Cím                                          | Szerző(k)                | Hossz |
| --- | -------------------------------------------- | ------------------------ | ----- |
| 1.  | Rednecks                                     | Randy Newman             | 3:07  |
| 2.  | Birmingham                                   | Newman                   | 2:45  |
| 3.  | Marie                                        | Newman                   | 3:07  |
| 4.  | Mr. President (Have Pity on the Working Man) | Newman                   | 2:45  |
| 5.  | Guilty                                       | Newman                   | 2:30  |
| 6.  | Louisiana 1927                               | Newman                   | 2:54  |
| 7.  | Every Man a King                             | Huey Long, Castro Carazo | 1:02  |
| 8.  | Kingfish                                     | Newman                   | 2:42  |
| 9.  | Naked Man                                    | Newman                   | 3:06  |
| 10. | Wedding in Cherokee County                   | Newman                   | 3:07  |
| 11. | Back on My Feet Again                        | Newman                   | 3:30  |
| 12. | Rollin'                                      | Newman                   | 2:53  |

## Közreműködők
- Randy Newman – hangszerelés, karmester, zongora, elektromos zongora, szintetizátor, ének
- Ry Cooder – slide gitár a Back On My Feet Again-en
- John Platania – elektromos gitár
- Ron Elliott – akusztikus gitár
- Dennis Budimir – akusztikus gitár
- Al Perkins – pedal steel gitár
- Russ Titelman – basszusgitár
- Willie Weeks – basszusgitár
- Red Callender – basszusgitár
- Jim Keltner – dob
- Andy Newmark – dob
- Bobbye Hall Porter – ütőhangszerek
- Milt Holland – ütőhangszerek
- Glenn Frey – háttérvokál
- Don Henley – háttérvokál
- Bernie Leadon – háttérvokál

## Fordítás
Ez a szócikk részben vagy egészben a Good Old Boys című angol Wikipédia-szócikk ezen változatának fordításán alapul.  Az eredeti cikk szerkesztőit annak laptörténete sorolja fel. Ez a jelzés csupán a megfogalmazás eredetét és a szerzői jogokat jelzi, nem szolgál a cikkben szereplő információk forrásmegjelöléseként.